# バルダーズ・ゲート テイルズ オブ ザ ソードコースト
バルダーズ・ゲート テイルズ オブ ザ ソードコースト（Baldur's Gate: Tales of the Sword Coast）は、ロールプレイング・ゲーム『Baldur's Gate』の拡張パックである。バイオウェアによって開発され、Black Isle Studios、Interplay Entertainmentから1999年に発売された。

## ゲーム内容
この拡張版（以下『TotSC』）の舞台はオリジナル・ゲーム（以下『BG1』）と同時期で、同じフェイルーン地方の「ウルゴス・ビアード」という村を中心に展開する。『BG1』と基本的に同じゲームプレイ・メカニクスを維持しているが、新エリアに加え多くの調整と改良が行われている。サイドクエストも追加されているが、これらはオリジナルのメインストーリーには影響しない。

### 追加要素の一例
- 経験点の上限が161,000に引き上げられ、キャラクターがより高いレベルに到達できるようになった。
- ユーザー・インターフェイスに多くの改良が加えられた。
- 同一のアイテムは自動的にスタックする。
- 正体不明のアイテムが青く表示され、見分けやすくなった。

## 開発
『TotSC』は1998年に開発が開始された。CNET Gamecenterのマーク・アッシャーは、1999年1月までにすでに"数ヶ月"制作が進んでいたと報告している。 ゲームは2月上旬に正式に発表された。
『TotSC』は1999年4月26日にゴールドになり、5月4日に小売店に出荷された。

## 売上
『TotSC』は、PCデータの5月2日～8日のコンピュータゲームセールスチャートで初登場1位を獲得し、翌週もその座を維持したが、3週目には6位に落ちた。5月中トップ10にランクインし続け、月間全体では『Star Wars: Episode I – The Phantom Menace』に次いで2番目に売れた。6月12日の週末までに週間チャートから陥落したが、PC Dataの6月の月間チャートでは17位に入った。米国だけでも、『TotSC』の販売本数は2000年3月までに156,000本に達した。
2003年後半までに、『TotSC』の全世界での販売本数は60万本を突破した。

## 評価
この拡張版は高い評価を得た。GameSpotのレビューでは、「時折フラストレーションのたまる戦闘があり、ゲームプレイの強化はわずかで、AD&Dのルールに若干の自由が加えられている」としながら、「新エリアとゲーム内容はよく設計されており、興味深い」と評価した。Computer Games Strategy Plusは「優れたタイトルの堅実なアドオン」と評したが、不具合によってゲームがクラッシュすることがあると不満を述べた。 GameSpyによれば「特に新規プレイヤーにとって、"アドイン"構造は既に豊かな経験をより豊かなものにし、バルダーズ・ゲートの経験を計り知れないほど向上させるだろう」とのことである。
『TotSC』は、オリジン賞の「Best Roleplaying Computer Game of 1999」を受賞した。 Computer Games Strategy Plusの1999年度「Add-on of the Year」とGameSpotの「Best Expansion Pack」で最終候補となったが、前者は『Heroes of Might and Magic III: Armageddon's Blade』に、後者は『Half-Life: Opposing Force』に敗れた。